# La Différence (album de Salif Keïta)
Pour les articles homonymes, voir La Différence.
Albums de Salif Keïta
M'Bemba
(2005) Anthology
(2011)
La Différence est un album de Salif Keïta sorti le 16 novembre 2009 chez Emarcy. 
Le 6 mars 2010, cet album est récompensé d'une Victoire de la musique lors de la cérémonie des Victoires de la musique 2010 dans la catégorie « Album de musiques du monde de l'année ».

## Historique
Troisième volet d'une trilogie acoustique, cet album, réalisé par Patrice Renson, est un disque allant vers plus de simplicité musicale. Il constitue pour Salif Keïta un travail de sensibilisation et d'éveil à la tragédie environnementale qui se déroule en Afrique depuis plusieurs décennies[réf. nécessaire]. La chanson titre s'attache par ailleurs à l'évocation en Afrique de sa condition d'albinos,.

## Liste des titres
| No | Titre         | Durée |
| -- | ------------- | ----- |
| 1. | La Différence | 4:05  |
| 2. | San Ka Na     | 5:28  |
| 3. | Seydou        | 6:04  |
| 4. | Gaffou        | 7:42  |
| 5. | Folon         | 3:53  |
| 6. | Ekolo D'Amour | 3:55  |
| 7. | Djélé         | 4:14  |
| 8. | Samiga        | 7:09  |
| 9. | Papa          | 6:59  |